# 천원군청
천원군의 군청이다. 현재는 천안시와 통합됨에 따라 천안시 서북구청으로 사용중이다.